# Ottakringer

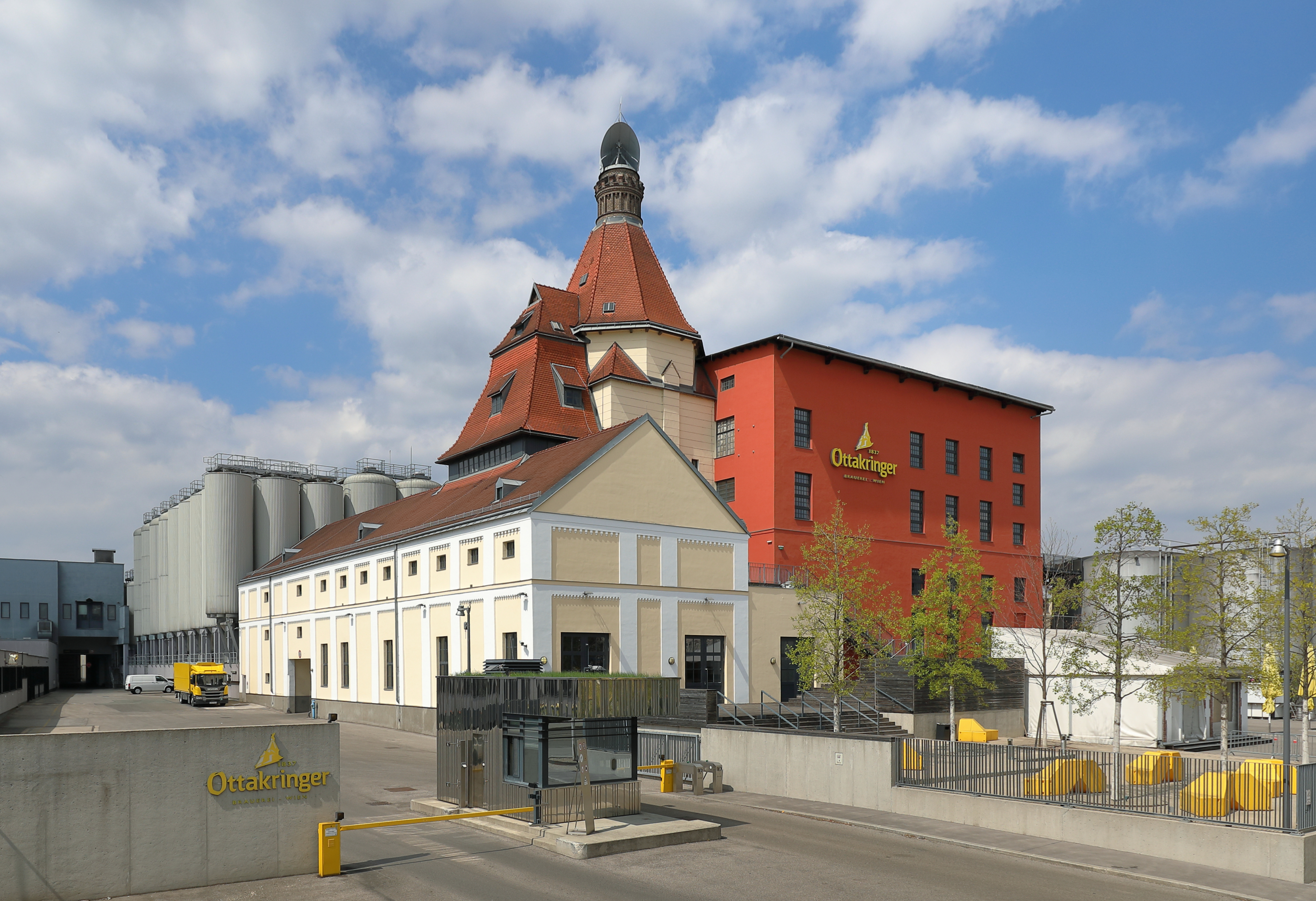
Brasserie Ottakringer, quartier Ottakring, Vienne, Autriche.

L'Ottakringer est le nom d'une bière autrichienne brassée à Ottakring, un quartier de l'ouest de Vienne (Autriche).
C'est une pils blonde ou ambrée, souvent considérée historiquement comme une bière populaire (ou la bière du peuple).